# John Field
John Field (26. července 1782 Dublin – 23. ledna 1837 Moskva) byl irský hudební skladatel, klavírista a hudební pedagog.
Studoval v Londýně u Muzia Clementiho. Jako koncertní klavírista navštívil Paříž a Vídeň, nakonec se usadil v Petrohradě. Je považován za průkopníka žánru nokturna a ovlivnil řadu dalších hudebníků, k nimž patřili Frédéric Chopin, Johannes Brahms, Robert Schumann a Franz Liszt.